# Oestranthrax alfierii
Oestranthrax alfierii är en tvåvingeart som beskrevs av Paramonov 1931. Oestranthrax alfierii ingår i släktet Oestranthrax och familjen svävflugor.
Artens utbredningsområde är Egypten. Inga underarter finns listade i Catalogue of Life.